# Házená na Letních olympijských hrách 1988

## Turnaj mužů
| Zlato   | Sovětský svaz (URS) |
| Stříbro | Jižní Korea (KOR)   |
| Bronz   | Jugoslávie (YUG)    |

Turnaj se odehrál v rámci XXIV. olympijských her ve dnech 20. září – 1. října 1988 v Soulu.
Turnaje se zúčastnilo 12 mužstev, rozdělených do dvou šestičlenných skupin. Vítězové skupin hráli finále, týmy na druhém místě hrály o třetí místo, týmy na třetím místě o páté místo atd. Olympijským vítězem se stalo mužstvo Sovětského svazu.

### Skupina A
|    |            | URS   | YUG   | SWE   | ISL   | ALG   | USA   | V | R | P | Skóre   | B  |
| 1. | SSSR       | ***   | 24:18 | 22:18 | 32:19 | 26:13 | 26:14 | 5 | 0 | 0 | 130:82  | 10 |
| 2. | Jugoslávie | 18:24 | ***   | 25:21 | 19:19 | 23:22 | 31:23 | 3 | 1 | 1 | 116:109 | 7  |
| 3. | Švédsko    | 18:22 | 21:25 | ***   | 20:14 | 21:18 | 26:12 | 3 | 0 | 2 | 106:91  | 6  |
| 4. | Island     | 19:32 | 19:19 | 14:20 | ***   | 22:16 | 22:15 | 2 | 1 | 2 | 98:102  | 5  |
| 5. | Alžírsko   | 13:26 | 22:23 | 18:21 | 16:22 | ***   | 20:17 | 1 | 0 | 4 | 89:109  | 2  |
| 6. | USA        | 14:26 | 23:31 | 12:26 | 15:22 | 17:20 | ***   | 0 | 0 | 5 | 81:125  | 0  |

 SSSR -  Jugoslávie 24:18 (10:7)
20. září 1988 (10:00) – Soul
 Švédsko -  Alžírsko 21:18 (14:9)
20. září 1988 (14:00) – Soul
 Island -  USA 22:15 (8:8)
20. září 1988 (18:00) – Soul
 Jugoslávie -  USA 31:25 (17:11)
22. září 1988 (10:00) – Soul
 SSSR -  Švédsko 22:18 (11:7)
22. září 1988 (14:00) – Soul
 Island -  Alžírsko 22:16 (11:8)
22. září 1988 (18:00) – Soul
 Jugoslávie -  Alžírsko 23:22 (10:11)
24. září 1988 (10:00) – Soul
 Švédsko -  Island 20:14 (12:6)
24. září 1988 (14:00) – Soul
 SSSR -  USA 26:14 (10:5)
24. září 1988 (18:00) – Soul
 Jugoslávie -  Island 19:19 (8:10)
26. září 1988 (10:00) – Soul
 Švédsko -  USA 26:12 (11:6)
26. září 1988 (14:00) – Soul
 SSSR -  Alžírsko 26:13 (13:5)
26. září 1988 (18:00) – Soul
 Alžírsko -  USA 20:17 (10:8)
28. září 1988 (10:00) – Soul
 SSSR -  Island 32:19 (15:8)
28. září 1988 (14:00) – Soul
 Jugoslávie -  Švédsko 25:21 (14:10)
28. září 1988 (18:00) – Soul

### Skupina B
|    |             | KOR   | HUN   | TCH   | GDR   | ESP   | JPN   | V | R | P | Skóre   | B |
| 1. | Jižní Korea | ***   | 22:20 | 29:28 | 23:22 | 20:23 | 33:24 | 4 | 0 | 1 | 127:117 | 8 |
| 2. | Maďarsko    | 20:22 | ***   | 16:19 | 18:17 | 26:16 | 22:19 | 3 | 0 | 2 | 102:93  | 6 |
| 3. | ČSSR        | 28:29 | 19:16 | ***   | 21:24 | 20:17 | 21:17 | 3 | 0 | 2 | 109:103 | 6 |
| 4. | NDR         | 22:23 | 17:18 | 24:21 | ***   | 21:20 | 25:18 | 3 | 0 | 2 | 109:100 | 6 |
| 5. | Španělsko   | 23:20 | 16:26 | 17:20 | 20:21 | ***   | 25:19 | 2 | 0 | 3 | 101:106 | 4 |
| 6. | Japonsko    | 24:33 | 19:22 | 17:21 | 18:25 | 19:25 | ***   | 0 | 0 | 5 | 97:126  | 0 |

 Jižní Korea -  Maďarsko 22:20 (11:9)
20. září 1988 (11:30) – Soul
 NDR -  Japonsko 25:18 (14:10)
20. září 1988 (15:30) – Soul
 Československo -  Španělsko 20:17 (10:5)
20. září 1988 (19:30) – Soul
 Československo -  Maďarsko 19:16 (12:6)
22. září 1988 (11:30) – Soul
 Jižní Korea -  NDR 23:22 (9:13)
22. září 1988 (15:30) – Soul
 Španělsko -  Japonsko 25:19 (13:5)
22. září 1988 (19:30) – Soul
 Maďarsko -  Japonsko 22:19 (10:11)
24. září 1988 (11:30) – Soul
 NDR -  Španělsko 21:20 (11:8)
24. září 1988 (15:30) – Soul
 Jižní Korea - Československo 29:28 (15:12)
24. září 1988 (19:30) – Soul
 Maďarsko -  Španělsko 26:16 (14:8)
26. září 1988 (11:30) – Soul
 NDR -  Československo 24:21 (11:9)
26. září 1988 (15:30) – Soul
 Jižní Korea -  Japonsko 33:24 (18:11)
26. září 1988 (19:30) – Soul
 Československo -  Japonsko 21:17 (13:7)
28. září 1988 (11:30) – Soul
 Španělsko -  Jižní Korea 23:20 (10:9)
28. září 1988 (15:30) – Soul
 Maďarsko -  NDR 18:17 (7:9)
28. září 1988 (19:30) – Soul

### Finále
SSSR -  Jižní Korea 32:25 (17:11)
1. října 1988 (17:00) – Soul

### O 3. místo
Jugoslávie -  Maďarsko 27:23 (12:13)
1. října 1988 (15:00) – Soul

### O 5. místo
Švédsko -  Československo 27:18 (14:8)
30. září 1988 (15:30) – Soul

### O 7. místo
NDR -  Island 31:29pp (12:13, 23:23 – 1p 25:25, 2p 28:28)
30. září 1988 (14:00) – Soul

### O 9. místo
Španělsko -  Alžírsko 21:15 (11:6)
30. září 1988 (11:30) – Soul

### O 11. místo
Japonsko -  USA 24:21 (8:11)
30. září 1988 (10:00) – Soul

### Soupisky
1.  SSSR
| - Andrej Lavrov - Alexandr Tučkin - Alexandr Rymanov - Alexandr Karšakevič - Jurij Něstěrov | - Georgij Sviriděnko - Valerij Gopin - Andrej Ťumencev - Michail Vasiljev - Jurij Ševcov | - Leonid Doročenko - Vjačeslav Atavin - Valdemar Novickij - Igor Čumak - Konstantin Šarovarov |

Trenér: Anatolij Jevtušenko
2.  Korejská republika
| - Choi Suk-Jae - Kang Jae-Won - Kim Jae-Hwan - Koh Suk-Chang - Lee Sang-Hyo | - Lim Jin-Suk - Noh Hyun-Suk - Oh Young-Ki - Park Do-Hun | - Park Young-Dae - Shim Jae-Hong - Shin Young-Suk - Yoon Tae-Il |

Trenér: Yoo Jae-Choong
3.  Jugoslávie
| - Mirko Bašić - Jožef Holpert - Boris Jarak - Slobodan Kuzmanovski - Muhamed Memić | - Alvaro Načinović - Goran Perkovac - Zlatko Portner - Iztok Puc - Rolando Pušnik | - Momir Rnić - Zlatko Saračević - Irfan Smajlagić - Ermin Velić - Veselin Vujović |

Trenér: Abaz Arslanagić
6.  Československo
| - Michal Barda - Miroslav Bajgar - Tomáš Bártek - Petr Baumruk - Milan Foľta | - Milan Brestovanský - Karel Jindřichovský - Jiří Kotrč - Peter Mesiarik - Jan Novák | - Libor Sovadina - František Štika - Jozef Škandík - Zdeněk Vaněk |

### Konečné pořadí
| XXIV. | Olympijské hry | Z | V | R | P | Skóre    | B  |
| ----- | -------------- | - | - | - | - | -------- | -- |
| 1.    | SSSR           | 6 | 6 | 0 | 0 | 162: 107 | 12 |
| 2.    | Jižní Korea    | 6 | 4 | 0 | 2 | 152: 149 | 8  |
| 3.    | Jugoslávie     | 6 | 4 | 1 | 1 | 143: 134 | 9  |
| 4.    | Maďarsko       | 6 | 3 | 0 | 3 | 125: 120 | 8  |
| 5.    | Švédsko        | 6 | 4 | 0 | 2 | 133: 109 | 8  |
| 6.    | ČSSR           | 6 | 3 | 0 | 3 | 127: 130 | 6  |
| 7.    | NDR            | 6 | 4 | 0 | 2 | 140: 129 | 8  |
| 8.    | Island         | 6 | 2 | 1 | 3 | 125: 133 | 5  |
| 9.    | Španělsko      | 6 | 3 | 0 | 3 | 122: 121 | 6  |
| 10.   | Alžírsko       | 6 | 1 | 0 | 5 | 104: 130 | 2  |
| 11.   | Japonsko       | 6 | 1 | 0 | 5 | 121: 147 | 2  |
| 12.   | USA            | 6 | 0 | 0 | 6 | 104: 149 | 0  |

## Turnaj žen
| Zlato   | Jižní Korea (KOR)   |
| Stříbro | Norsko (NOR)        |
| Bronz   | Sovětský svaz (URS) |

Turnaj se odehrál v rámci XXIV. olympijských her ve dnech 21. – 29. září 1988 v Soulu.
Turnaje se zúčastnilo 8 družstev, rozdělených do dvou čtyřčlenných skupin. První dvě postoupila do finálové skupiny, týmy na třetím a čtvrtém místě hrály ve skupině o 5.–8. místo. Olympijským vítězem se stalo družstvo Korejské republiky.

### Skupina A
|    |            | KOR   | YUG   | TCH   | USA   | V | R | P | Skóre | B |
| 1. | Korea      | ***   | 19:22 | 33:27 | 24:18 | 2 | 0 | 1 | 76:67 | 4 |
| 2. | Jugoslávie | 22:19 | ***   | 17:21 | 19:18 | 2 | 0 | 1 | 58:58 | 4 |
| 3. | ČSSR       | 27:33 | 21:17 | ***   | 33:19 | 2 | 0 | 1 | 81:69 | 4 |
| 4. | USA        | 18:24 | 18:19 | 19:33 | ***   | 0 | 0 | 3 | 55:76 | 0 |

 Korejská republika -  Československo 33:27 (15:9)
21. září 1988 (10:00) – Soul
 Jugoslávie -  USA 19:18 (10:8)
21. září 1988 (14:00) – Soul
 Československo -  USA 33:19 (13:11)
23. září 1988 (10:00) – Soul
 Jugoslávie -  Korejská republika 22:19 (10:13)
23. září 1988 (14:00) – Soul
 Korejská republika -  USA 24:18 (11:10)
25. září 1988 (10:00) – Soul
 Československo -  Jugoslávie 21:17 (8:7)
25. září 1988 (14:00) – Soul

### Skupina B
|    |                   | URS   | NOR   | CHN   | CIV   | V | R | P | Skóre  | B |
| 1. | SSSR              | ***   | 19:19 | 24:19 | 32:11 | 2 | 1 | 0 | 75:49  | 5 |
| 2. | Norsko            | 19:19 | ***   | 22:20 | 34:14 | 2 | 1 | 0 | 75:53  | 5 |
| 3. | Čína              | 19:24 | 20:22 | ***   | 37:12 | 1 | 0 | 2 | 76:58  | 2 |
| 4. | Pobřeží slonoviny | 11:32 | 14:34 | 12:37 | ***   | 0 | 0 | 3 | 37:103 | 0 |

 SSSR -  Čína 24:19 (12:9)
21. září 1988 (11:30) – Soul
 Norsko -  Pobřeží slonoviny 34:14 (15:8)
21. září 1988 (15:30) – Soul
 SSSR -  Pobřeží slonoviny 32:11 (14:7)
23. září 1988 (11:30) – Soul
 Norsko -  Čína 22:20 (12:10)
23. září 1988 (15:30) – Soul
 SSSR -  Norsko 19:19 (13:10)
25. září 1988 (11:30) – Soul
 Čína -  Pobřeží slonoviny 37:12 (20:4)
25. září 1988 (15:30) – Soul

### Finále
|    |            | KOR    | NOR    | URS    | YUG    | V | R | P | Skóre | B |
| 1. | Korea      | ***    | 23:20  | 21:19  | 19:22* | 2 | 0 | 1 | 63:61 | 4 |
| 2. | Norsko     | 20:23  | ***    | 19:19* | 20:15  | 1 | 1 | 1 | 59:57 | 3 |
| 3. | SSSR       | 19:21  | 19:19* | ***    | 18:15  | 1 | 1 | 1 | 56:55 | 3 |
| 4. | Jugoslávie | 22:19* | 15:20  | 15:18  | ***    | 1 | 0 | 2 | 52:56 | 2 |

- s hvězdičkou = zápasy ze základní skupiny.

 SSSR -  Jugoslávie 18:15 (9:8)
27. září 1988 (11:30) – Soul
 Korejská republika -  Norsko 23:20 (10:9)
27. září 1988 (15:30) – Soul
 Norsko -  Jugoslávie 20:15 (9:10)
29. září 1988 (11:30) – Soul
 Korejská republika -  SSSR 21:19 (13:11)
29. září 1988 (15:30) – Soul

### O 5. - 8. místo
|    |                   | TCH    | CHN    | USA    | CIV    | V | R | P | Skóre | B |
| 5. | ČSSR              | ***    | 26:21  | 33:19* | 34:12  | 3 | 0 | 0 | 93:52 | 6 |
| 6. | Čína              | 21:26  | ***    | 31:22  | 37:12* | 2 | 0 | 1 | 89:60 | 4 |
| 7. | USA               | 19:33* | 22:31  | ***    | 27:16  | 1 | 0 | 2 | 68:80 | 2 |
| 8. | Pobřeží slonoviny | 12:34  | 12:37* | 16:27  | ***    | 0 | 0 | 3 | 40:98 | 0 |

- s hvězdičkou = zápasy ze základní skupiny.

 Čína -  USA 31:22 (12:13)
27. září 1988 (10:00) – Soul
 Československo -  Pobřeží slonoviny 34:12 (16:5)
27. září 1988 (14:00) – Soul
 USA -  Pobřeží slonoviny 27:16 (14:6)
29. září 1988 (10:00) – Soul
 Československo -  Čína 26:21 (9:10)
29. září 1988 (14:00) – Soul

### Soupisky
1.  Korejská republika
| - Han Hyun-Sook - Ki Mi-Sook - Kim Choon-Rye - Kim Hyun-Mi | - Kim Kyung-Soon - Lee Ki-Soon - Lim Mi-Kyung - Son Mi-na | - Song Ji-Hyun - Suk Min-Hee - Sung Kyung-Hwa - Kim Myung-Soon |

2.  Norsko
| - Vibcke Johnsen - Cathrine Svendsen - Heidi Sundal - Hanne Hegh - Hanne Hogness | - Karin Singstad - Trine Haltviková - Berit Digre - Ingrid Steen - Karin Pettersen | - Kristin Midthun - Marthe Eliasson - Kjerstin Andersen - Annette Skottvoll |

3.  SSSR
| - Natalja Mitrjuková - Larisa Karlovová - Světlana Maňkovová - Zinaida Turčinová - Olga Semjonovová | - Marina Bazanovová - Natalja Morskovová - Taťjana Gorbová - Jevgenija Tovstoganová - Natalja Rusnačenková | - Natalja Anisimová - Jelena Němaškalová - Jelena Gusevová - Taťjana Ďanďagová - Natalja Lapická |

5.  Československo
| - Zuzana Budayová - Alena Damitšová - Mária Ďurišinová - Monika Hejtmánková - Anna Hradská | - Julia Kolečániová - Petra Lupačová - Božena Mažgútová - Lenka Pospíšilová - Marta Pösová | - Jana Stašová - Marie Šmídová - Gabriela Sabadošová - Daniela Trandžíková - Irena Tomašovičová |

### Konečné pořadí
| XXIV. | Olympijské hry    | Z | V | R | P | Skóre    | B |
| ----- | ----------------- | - | - | - | - | -------- | - |
| 1.    | Jižní Korea       | 5 | 4 | 0 | 1 | 120: 106 | 8 |
| 2.    | Norsko            | 5 | 3 | 1 | 1 | 115: 91  | 7 |
| 3.    | SSSR              | 5 | 3 | 1 | 1 | 112: 85  | 7 |
| 4.    | Jugoslávie        | 5 | 2 | 0 | 3 | 88: 96   | 4 |
| 5.    | ČSSR              | 5 | 4 | 0 | 1 | 141: 102 | 8 |
| 6.    | Čína              | 5 | 2 | 0 | 3 | 128: 106 | 4 |
| 7.    | USA               | 5 | 1 | 0 | 4 | 104: 123 | 2 |
| 8.    | Pobřeží slonoviny | 5 | 0 | 0 | 5 | 65: 164  | 0 |